# Lennie Pond

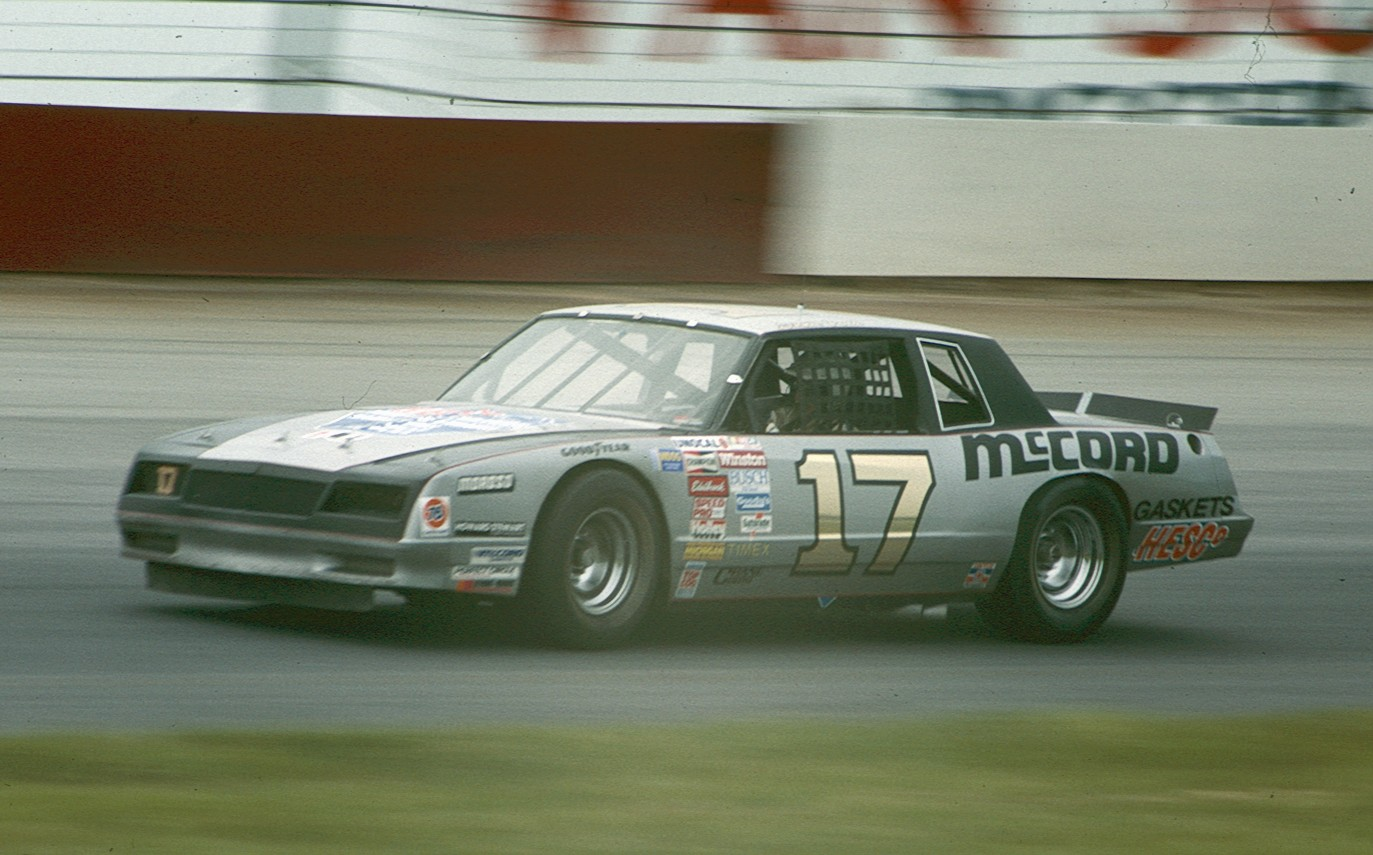
Pond in Pocono, 1985

Lennie Wayne Pond (* 11. August 1940 in Ettrick, Virginia; † 10. Februar 2016 in Richmond, Virginia) war ein US-amerikanischer Rennfahrer, der von 1969 bis 1989 in der höchsten Division der NASCAR, dem heutigen Sprint Cup, startete.
In den Jahren 1969 und 1970 nahm Pond an jeweils nur einem Rennen teil. Nach zwei Jahren Pause entschied er sich, einen großen Teil der Rennen der Saison 1973 zu fahren. Neunmal kam er in den Top 10 ins Ziel und einmal in den Top 5. Diese Leistungen reichten, um den NASCAR Rookie of the Year Award 1973 zu gewinnen. Seinen ersten und einzigen Sieg holte er am 6. August 1978 im Talladega 500 auf dem Alabama International Motor Speedway, der heute als Talladega Superspeedway bekannt ist. Bis 1985 nahm er in jeder Saison an mindestens zehn Rennen teil. In den Jahren 1986 und 1987 war er nicht in der NASCAR aktiv, 1988 und 1989 fuhr er nur noch jeweils ein Rennen.
Pond bestritt in seiner Karriere 234 Rennen. Dabei kam er 39 Mal in die Top 5 und 88 Mal in die Top 10.